# Portugiesische Paradieslilie
Die Portugiesische Paradieslilie (Paradisea lusitanica) ist eine Pflanzenart aus der Unterfamilie der Agavengewächse (Agavoideae).

## Merkmale

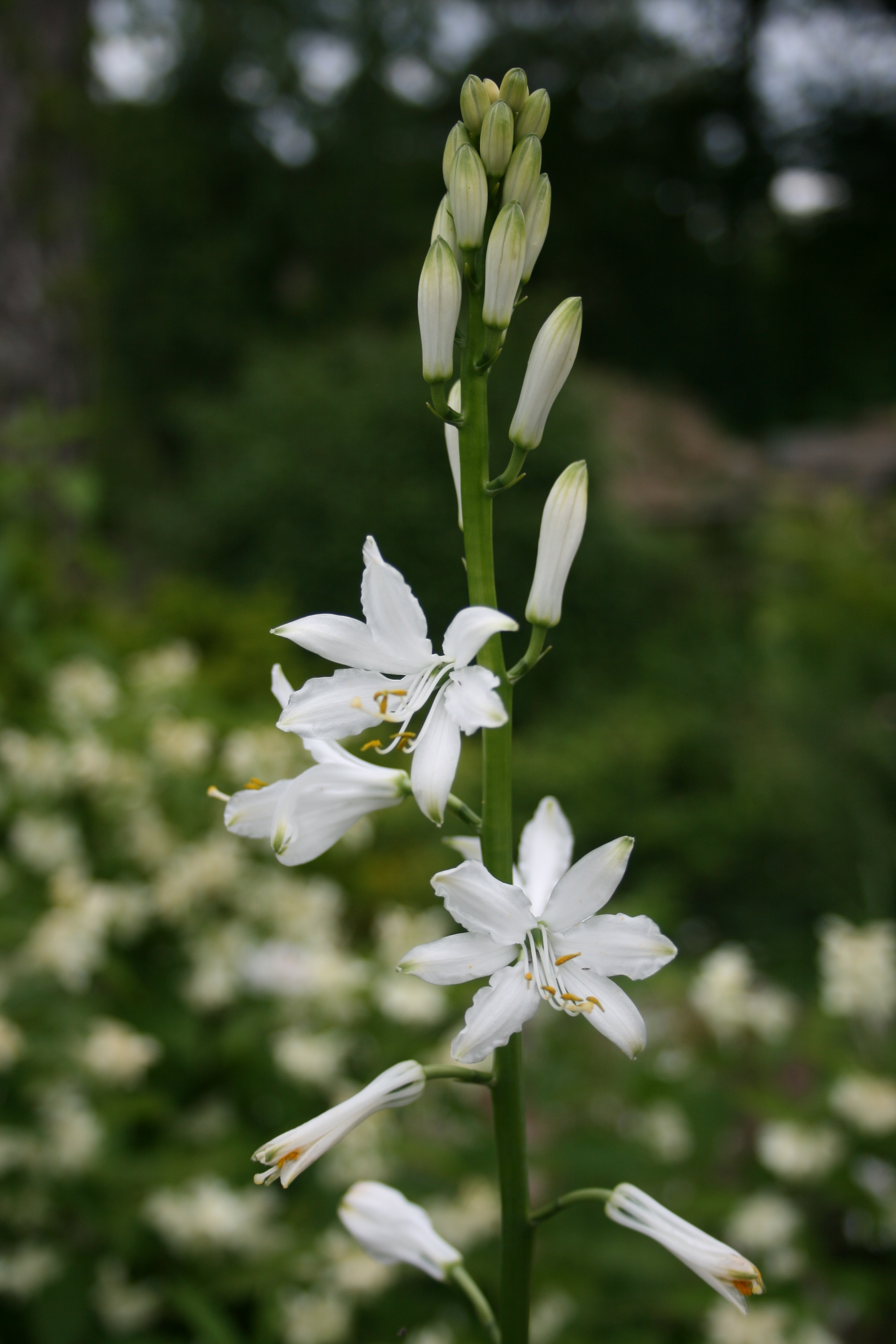
Portugiesische Paradieslilie (Paradisea lusitanica)

Die Portugiesische Paradieslilie ist eine ausdauernde, krautige Pflanze. Sie ist kräftiger als die Weiße Trichterlilie (Paradisea liliastrum). Der Stängel ist 80 bis 120 Zentimeter lang. Die Laubblätter sind 30 bis 40 Zentimeter lang und 7 bis 20 Millimeter breit. 
Der nicht nickende, dichte, traubige Blütenstand ist 20- bis 25-blütig. Die Blütenstängel sind ungefähr so lang wie die Tragblätter. Die Blüten haben eine Länge von 20 bis 25 Millimeter. Die Blütenhüllblätter sind 15 bis 20 Millimeter groß.
Die Chromosomenzahl beträgt 2n = 32 oder 64.

## Vorkommen
Die Portugiesische Paradieslilie kommt in Nordwest-Spanien und Nord-Portugal vor. Sie wächst in Wäldern, auf Grünland und in Sumpfgebieten.

## Nutzung
Die Portugiesische Paradieslilie wird selten als Zierpflanze für Rabatten genutzt.

## Belege
- Eckehart J. Jäger, Friedrich Ebel, Peter Hanelt, Gerd K. Müller (Hrsg.): Exkursionsflora von Deutschland. Begründet von Werner Rothmaler. Band 5: Krautige Zier- und Nutzpflanzen. Springer, Spektrum Akademischer Verlag, Berlin/Heidelberg 2008, ISBN 978-3-8274-0918-8, S. 752.
- T. G. Tutin, V. H. Heywood, N. A. Burges, D. M. Moore, D. H. Valentine, S. M. Walters, D. A. Webb (Hrsg.): Flora Europaea. Volume 5: Alismataceae to Orchidaceae (Monocotyledones). Cambridge University Press, Cambridge 1980, ISBN 0-521-20108-X (englisch).